# Stüsslingen
Stüsslingen, im Ortsdialekt Stüüslige [ʃdy:sligə], ist eine politische Gemeinde im Bezirk Gösgen des Kantons Solothurn in der Schweiz.

## Geographie

Luftbild (1967)

Stüsslingen liegt auf 465 m ü. M., 7 km nordöstlich der Stadt Olten (Luftlinie). Das ehemalige Bachzeilendorf erstreckt sich beidseits des Stüsslinger Bachs in einer Talmulde nördlich des Aaretals am Jurasüdfuss am Fuss des Gugen, im Solothurner Niederamt.
Die Fläche des 6,2 km² grossen Gemeindegebiets umfasst einen Abschnitt des Jurasüdhangs und weist eine grosse landschaftliche Vielfalt auf. Der südliche Gemeindeteil wird von der offenen Talsenke des Stüsslinger Baches eingenommen. Nach Süden und Südosten reicht das Gebiet auf die Waldhöhe des Usserholzes (bis 520 m ü. M.), welche das Stüsslinger Tal vom Aaretal trennt. Gegen den Jura hin steigen die Hänge sanft an (Rebenfeld westlich und Gugenfeld östlich des Dorfbachs); die Steilhänge oberhalb von durchschnittlich 560 m ü. M. sind waldbedeckt.
Der kleinere nördliche Gemeindeteil umfasst den östlichen Faltenjura, der einen komplizierten geologischen Aufbau aufweist und in verschiedene Schuppen zerlegt ist. Die vorderste Jurakette bildet die aus hartem Kalkstein aufgebaute Kette von Rebenflue (688 m ü. M.) und Gugen (mit 805 m ü. M. die höchste Erhebung von Stüsslingen). Sie wird vom Stüsslinger Bach in einer Engstelle passiert. Nördlich dieser Engstelle befindet sich die Talweitung von Blauenstein, in der die weicheren Gesteinsschichten (Mergel und Tone) durch Erosion im Lauf der Jahrmillionen abgetragen wurden. Die Nordgrenze verläuft im Bereich einer weiteren Kalksteinkette, nämlich derjenigen von Änggistein (764 m ü. M.) und Stellirain (781 m ü. M.). Von der Gemeindefläche entfielen 1997 9 % auf Siedlungen, 37 % auf Wald und Gehölze und 54 % auf Landwirtschaft.
Zu Stüsslingen gehören einige Einzelhöfe. Nachbargemeinden von Stüsslingen sind Erlinsbach, Niedergösgen und Lostorf sowie Zeglingen und Oltingen im Kanton Basel-Landschaft.

## Bevölkerung
Mit 1257 Einwohnern (Stand 31. Dezember 2023) gehört Stüsslingen zu den kleineren Gemeinden des Kantons Solothurn. Von den Bewohnern sind 96,6 % deutschsprachig, 0,6 % italienischsprachig und 0,5 % sprechen Französisch (Stand 2000). Die Bevölkerungszahl von Stüsslingen belief sich 1850 auf 649 Einwohner, 1900 auf 565 Einwohner. Im Verlauf des 20. Jahrhunderts pendelte die Bevölkerungszahl stets im Bereich zwischen 560 und 640 Personen. Erst seit 1970 (589 Einwohner) wurde eine deutliche Bevölkerungszunahme verzeichnet.

## Wirtschaft
Stüsslingen war bis in die zweite Hälfte des 20. Jahrhunderts ein vorwiegend durch die Landwirtschaft geprägtes Dorf. Die Wasserkraft des Dorfbachs wurde früher für den Betrieb von Mühlen und Sägereien genutzt. Früher war der Weinbau verbreitet, nach dem Befall der Weinstöcke durch die Reblaus wurde er jedoch aufgegeben. Mittlerweile gibt es wieder einige kleine Rebflächen. Noch heute haben der Ackerbau, der Obstbau und die Viehzucht einen gewissen Stellenwert in der Erwerbsstruktur der Bevölkerung. Weitere Arbeitsplätze sind im lokalen Kleingewerbe und im Dienstleistungssektor vorhanden, unter anderem in Betrieben der Elektrotechnik und in mechanischen Werkstätten. In Stüsslingen befindet sich der Golfplatz Heidental. In den letzten Jahrzehnten hat sich das Dorf dank seiner attraktiven Lage zu einer Wohngemeinde entwickelt. Viele Erwerbstätige sind deshalb Wegpendler, die hauptsächlich in den Regionen Olten und Aarau arbeiten.

## Verkehr
Die Gemeinde liegt abseits der grösseren Durchgangsstrassen an einer Verbindungsstrasse von Lostorf nach Erlinsbach SO und hat auch eine direkte Verbindung mit Niedergösgen.

### Nahverkehr
Durch eine Buslinie der BOGG (Busbetrieb Olten Gösgen Gäu), welche die Strecke von Olten nach Rohr SO bedient, ist Stüsslingen an das Netz des öffentlichen Verkehrs angebunden.
Dazu gibt es noch eine andere Buslinie von Lostorf (Mineralquelle) via Stüsslingen, Erlinsbach SO und Niedergösgen nach Schönenwerd (Bahnhof).
Rohr bei Olten wird nur morgens, abends und während den Schulstunden bedient. Stüsslingen wird im halbstündigen Takt bedient. Der Abschnitt Lostorf–Olten der Linie 507 hat einen viertelstündigen Takt.
- 507 (-Rohr b. Olten) – Stüsslingen Jura – Lostorf Dorfplatz – Obergösgen Dorf – Winznau Dorf – Trimbach – Olten Bahnhof – Wangen bei Olten – Kappel SO – Gunzgen – Härkingen – Egerkingen Bahnhof
- 519 Lostorf Mineralquelle – Stüsslingen – Erlinsbach  –  Niedergösgen – Schönenwerd Bahnhof

Stüsslingen ist angebunden an das Nachtnetz N57 in den Nächten Fr/Sa und Sa/So erreicht man so den Bahnhof Schönenwerd ohne Umweg. Nach Olten muss man über Schönenwerd fahren mit dem N57.
- N57 Olten Bahnhof – Winznau – Obergösgen – Lostorf – Stüsslingen – Erlinsbach SO – Niedergösgen – Schönenwerd Bahnhof – Obergösgen – Lostorf – Winznau – Bahnhof Olten

## Geschichte
Die erste urkundliche Erwähnung des Ortes erfolgte 1224 unter dem Namen Stüzelingen. Später erschienen die Bezeichnungen Stuselingen (1266) und Stüslingen (1288). Der Ortsname geht auf den althochdeutschen Personennamen Stiuzzilo zurück und bedeutet somit bei den Leuten des Stiuzzilo.
Seit dem Mittelalter war Stüsslingen Teil der Herrschaft Gösgen, die ein habsburgisches Lehen war. Im Zuge der Eroberung des Aargaus durch die Berner und Solothurner wurde auch Stüsslingen in Mitleidenschaft gezogen. Das Dorf, das seit dem ausgehenden 14. Jahrhundert den Falkensteinern unterstand, gelangte 1458 mit der Herrschaft Gösgen durch Kauf an Solothurn und wurde der neuen Vogtei Gösgen und dem Gericht Lostorf zugeordnet. Nach dem Zusammenbruch des Ancien Régime (1798) gehörte Stüsslingen während der Helvetik zum Verwaltungsbezirk Solothurn und ab 1803 zum Bezirk Gösgen.

## Sehenswürdigkeiten
Die im Dorf stehende Kirche geht ursprünglich auf ein Gotteshaus aus der Zeit um das Jahr 1000 zurück. Dieses wurde jedoch 1948 aufgegeben und durch die moderne Kirche Sankt Peter und Paul mit einem freistehenden Glockenturm ersetzt. Die Ausstattung birgt mit einer barocken Madonnenstatue und einem Altarbild Teile der früheren Kirche. Die Friedhofskirche am südlichen Dorfrand wurde von 1631 bis 1635 erbaut und steht unter Denkmalschutz. Ihre Innenausstattung stammt überwiegend aus dem ausgehenden 19. Jahrhundert.

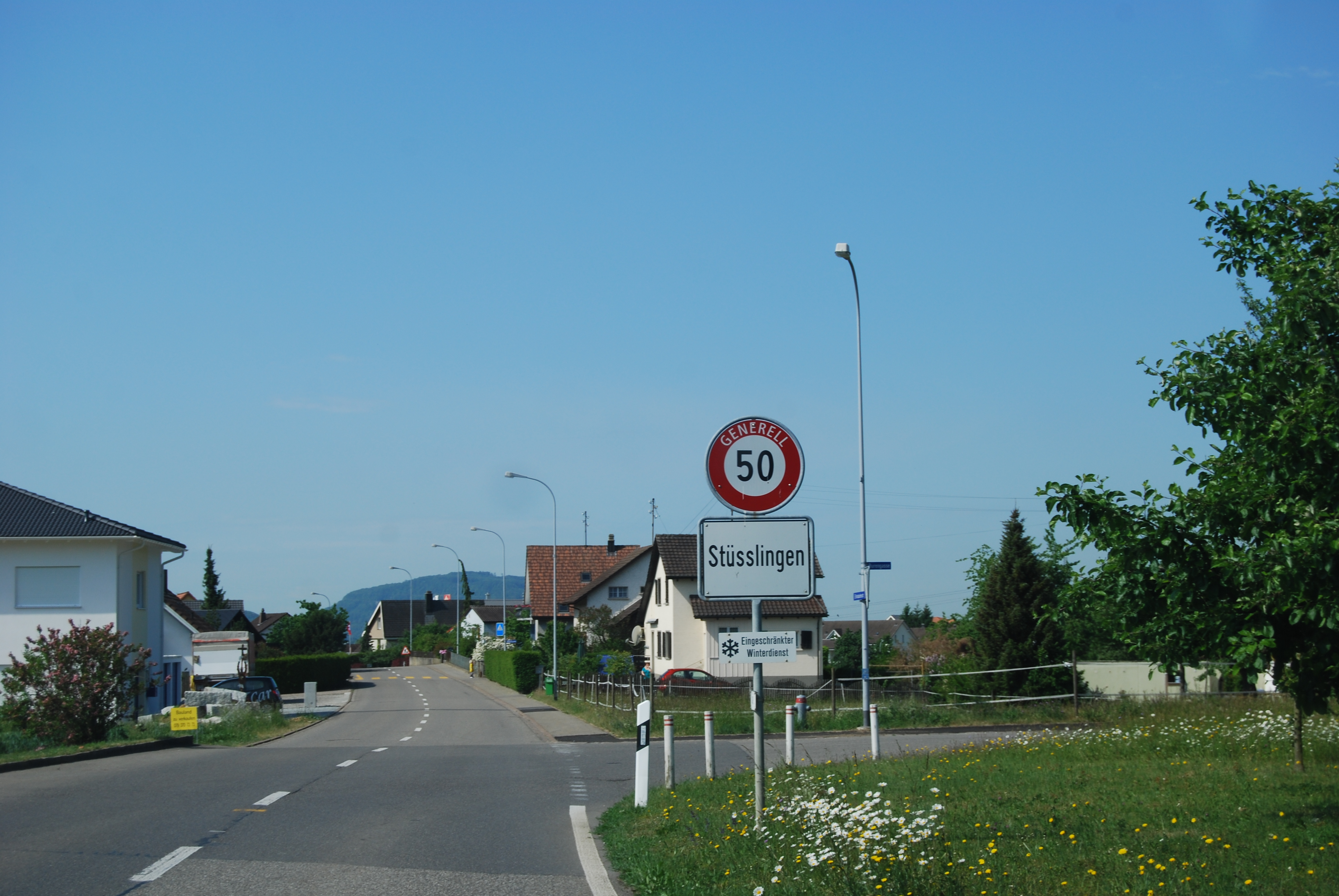
Ortseingang von Stüsslingen
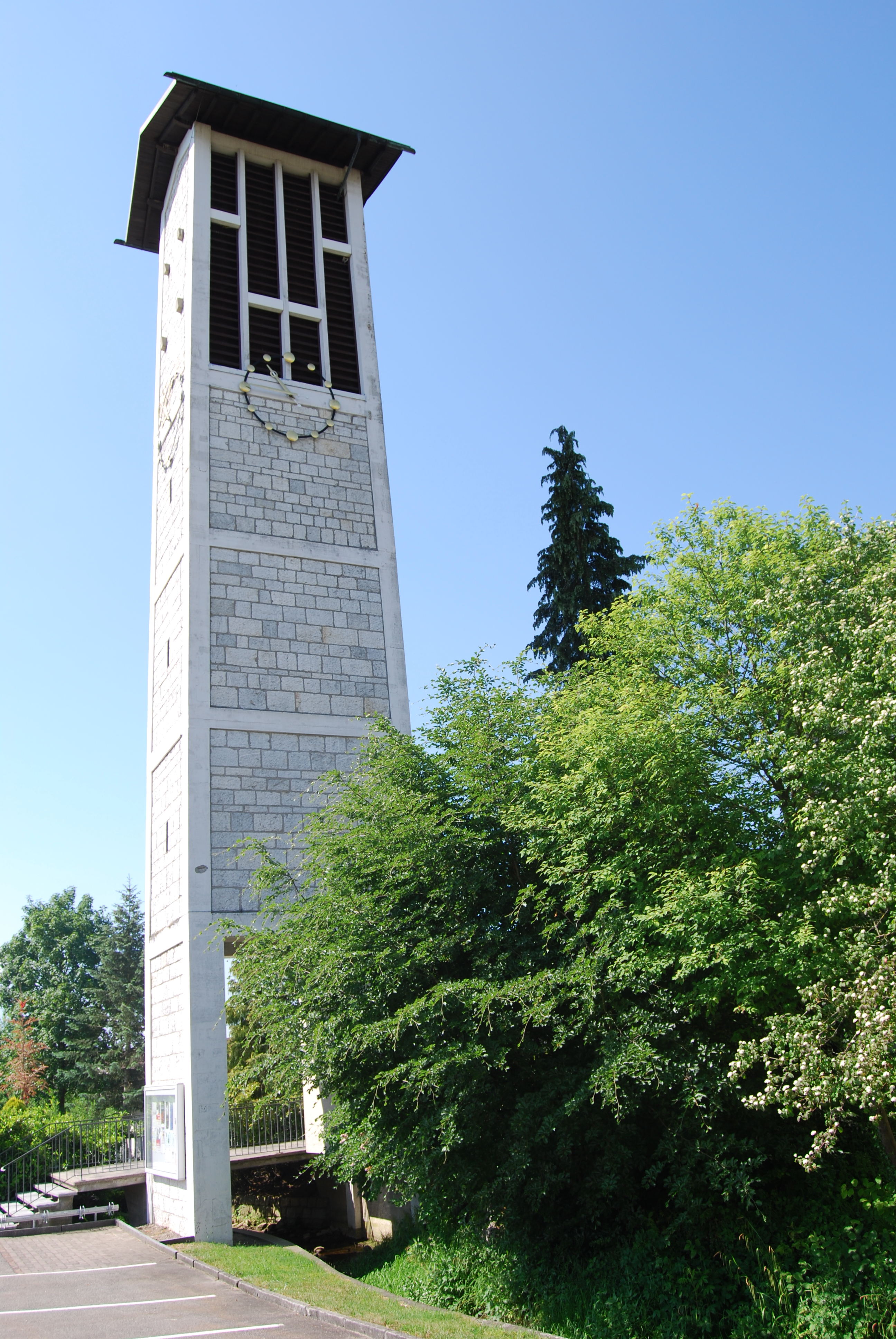
Turm der neuen Kirche von 1948, unter dem der Stüsslingerbach hindurchfliesst
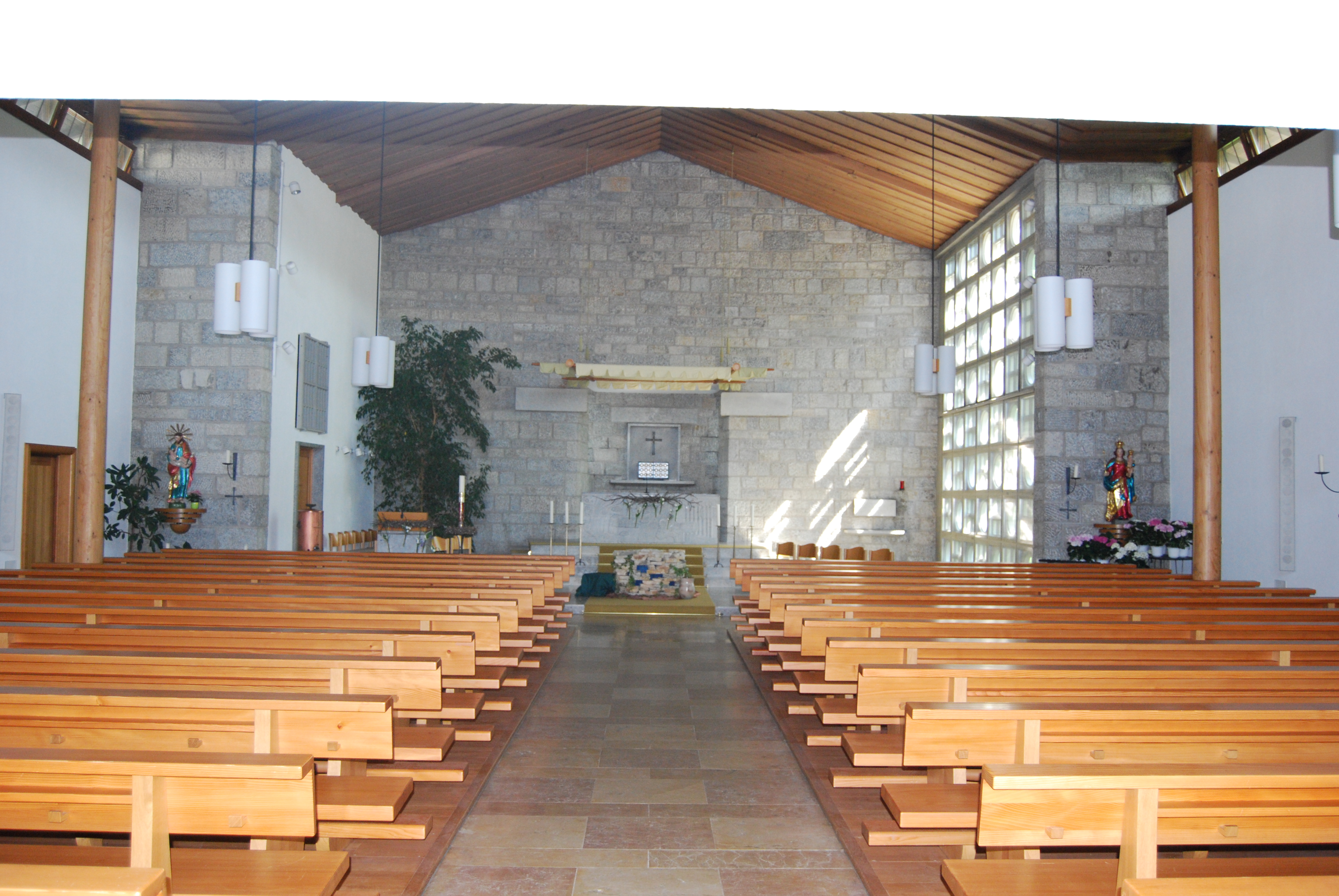
Innenansicht der Kirche
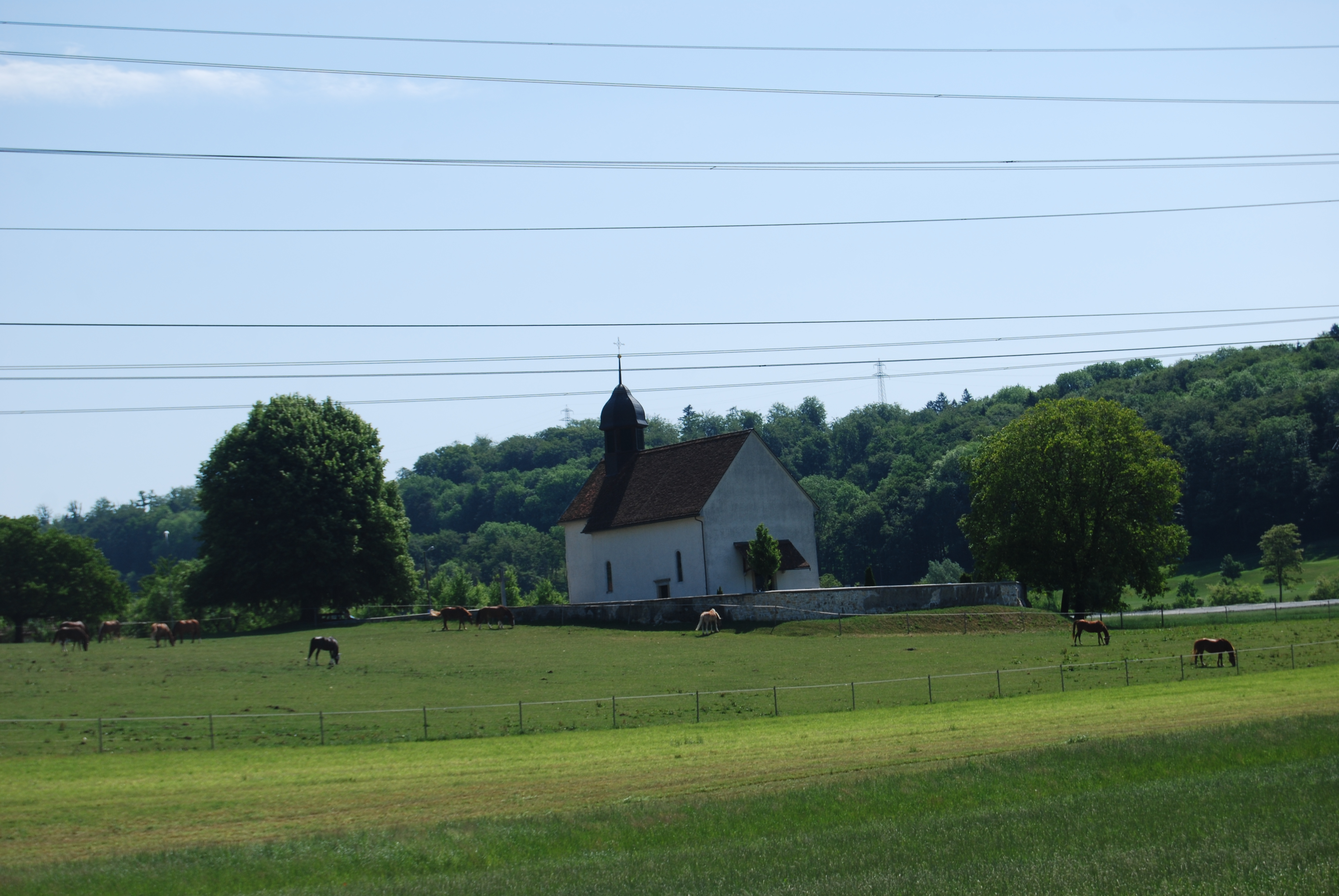
Alte Kirche, dient heute als Abdankungskapelle

## Wappen
Blasonierung
In Blau drei (1 über 2) gelbe fünfstrahlige Sterne